# Arenaza
Pour les articles homonymes, voir Arenaza (homonymie).
Arenaza en espagnol ou Areatza en basque fait partie d'un regroupement de 6 hameaux dans la vallée de Laminoria, faisant partie de la municipalité d'Arraia-Maeztu dans la province d'Alava dans la Communauté autonome basque.
Le village est regroupé avec d'autres hameaux tels que Aletxa, Leorza, Ibisate, Musitu, Cicujano dans la vallée de Laminoria. Il comptait en 2007, 8 habitants.